# Список выпусков телепередачи Top Gear (США)
Ниже приведен полный список эпизодов «Top Gear» на канале History Channel. По состоянию на 18 сентября 2011 года. Ведущие: Таннер Фауст, Адам Феррара, Рутледж Вуд, и Стиг.

## Сезоны
| Сезон | Сезон | Серий | Время показа                      |
| ----- | ----- | ----- | --------------------------------- |
|       | 1     | 10    | 21 ноября 2010 — 23 января 2011   |
|       | 2     | 16    | 11 июля 2011 — 3 апреля 2012      |
|       | 3     | 16    | 14 августа 2012 — 2 апреля 2013   |
|       | 4     | 10    | 3 сентября 2013 — 21 октября 2014 |
|       | 5     | 10    | 3 июня 2014 — 21 октября 2014     |
|       | 6     | 10    | 26 апреля 2016 — 28 июня 2016     |

### Первый сезон
| #  | № общий | Название                                     | Тестируемые автомобили | Состязание | Гость программы | Первый запуск в эфир |
| -- | ------- | -------------------------------------------- | --- | --- | --------------- | -------------------- |
| 1  | 1       | «Атака Кобры»                                | Dodge Viper SRT-10 • Dodge Viper ACR • Lamborghini Gallardo LP570-4 Superleggera • Lamborghini Gallardo LP550-2 • Lamborghini Murciélago LP670-4 SuperVeloce | Таннер Фауст и Рутледж Вуд соревнуются на Dodge Viper SRT-10 с военным вертолётом Cobra, знакомство, гонка в пустыне                 | Базз Олдрин     | 21 ноября 2010       |
| 2  | 2       | «Слепой Дрифт»                               | Mitsubishi Lancer Evolution • Aston Martin V8 Vantage • Aston Martin V12 Vantage • Nissan 370Z                                                               | Гонка против горнолыжников • Таннер Фауст учит слепого человека дрифтовать на Nissan 370Z, и выставляет его против Рутледжа и Адама. | Доминик Монаган | 28 ноября 2010       |
| 3  | 3       | «Летающие купе»                              | Ford Mustang Boss • Nissan 300ZX • Ford Thunderbird • Cadillac DeVille                                                                                       | Ведущие за $1000 покупают машины для прохождения испытаний в Северной Каролине.                                                      | Ти Баррелл      | 5 декабря 2010       |
| 4  | 4       | «Форд против Парашютиста»                    | Mercedes-Benz SLS AMG • Ford F-150 SVT Raptor • Chevrolet El Camino • Honda Del Sol                                                                          | Таннер Фауст на Ford F-150 Raptor соревнуется с парашютистом в скорости • Пейнтбольные бои на машинах                                | Кид Рок         | 12 декабря 2010      |
| 5  | 5       | «Лучшие GM»                                  | Buick Roadmaster • Pontiac Fiero • Oldsmobile Cutlass Supreme                                                                                                | Старые автомобили General Motors, ведущие выбирают машины которые по их мнению должны вернуться на конвейер                          | Тони Хоук       | 19 декабря 2010      |
| 6  | 6       | «Быстрейшие до Флориды»                      | Morgan Aero SuperSport • Lotus Evora | Гонка из Майами до самой южной точки США                                                                                             | Мишель Родригес | 26 декабря 2010      |
| 7  | 7       | «Продавцы подержанных машин»                 | Honda CR-Z • Porsche 914 • Lexus LS • Acura Legend | Ведущие покупают подержанные авто и пытаются их перепродать для получения прибыли • Гонка с велосипедистами в Сан-Франциско          | Тим Аллен       | 2 января 2011        |
| 8  | 8       | «Автомобиль против самолёта»                 | Porsche Panamera Turbo • Ferrari California • BMW X6M | Таннер Фауст на Ferrari California и Рутледж Вуд на самолёте гонка от Голливуда до Лас Вегаса                                        | Берт Майклс     | 9 января 2011        |
| 9  | 9       | «Аляска Спешел - Гонки по Аляске на пикапах» | 1997 Dodge Ram 1500 • 1983 Chevrolet C/K10 • 1976 Ford F-250 • 1993 Toyota Pickup                                                                            | По Аляске на старых пикапах | ---             | 16 января 2011       |
| 10 | 10      | «Лучшее за сезон в Top Gear»                 | TBA | Клип-шоу Таннера, Рутледжа и Адама, лучшие моменты и любимые моменты первого сезона Top Gear.                                        | ---             | 23 января 2011       |

### Второй сезон
| #  | № общий | Название                    | Тестируемые автомобили                                                         | Состязание | Гость программы      | Первый запуск в эфир |
| -- | ------- | --------------------------- | ------------------------------------------------------------------------------ | --- | -------------------- | -------------------- |
| 1  | 11      | «Техас»                     | Ford Maverick, BMW 325e, Mazda Miata                                           | Путешествии по Техасу на двухдверных авто для замены пикапов. Гонки на монстр Траки.                                 | TBA                  | 24 июня 2011         |
| 2  | 12      | «Первые машины»             | Chevrolet Corvette ZR1 и Ferrari 458 Italia                                    | Ведущие спорят, чья первая машина круче, среди них Honda CRX, Dodge Aries или пикап Volkswagen Rabbit                | Рик Хариссон и Чамли | 31 июня 2011         |
| 3  | 13      | «Лучший пикап»              | Rally Fighter                                                                  | Соревнования пикапов в горах, Таннер Фауст против судна на воздушной подушке.                                        | Билл Ингвалл         | 7 августа 2011       |
| 4  | 14      | «Долина Смерти»             | Jeep CJ7 Renegade (1983) • Chevrolet K5 Blazer (1989) • Ford Bronco XLT (1994) | Соревнования внедорожников стоимость до 5000$ , пробег по пустыне Мохаве до Лас Вегаса.                              | нет                  | 14 августа 2011      |
| 5  | 15      | «Машины Класса люкс»        | Porsche 911 GT2 RS (997)                                                       | Машины класса Люкс до 5000$                                                                                          | Арлин Тур            | 7 августа 2011       |
| 6  | 16      | «500 баксовая тачка»        | Cadillac CTS-V                                                                 | Ведущие покупают машины за 500$ и проезжают на них 500 миль из Санта-Моники до Сан-Франциско                         | Адам Левин           | 15 июня 2011         |
| 7  | 17      | «Пари Таннера»              | Lexus LFA • Ford Fiesta • Chevrolet Corvette ZR1 • Audi R8 V10                 | Машина против приставки и игры Forza Motorsport 4, Таннер спорит с соведущими и ставит рекорды скорости в помещениях | Бриджет Марквардт    | 4 сентября 2011      |
| 8  | 18      | «Голливудские машины»       | Subaru Impreza WRX STI                                                         | Машина автоиконы, гонки в заброшенном городе                                                                         | Стив Ширрипа         | 18 сентября 2011     |
| 9  | 19      | «Большие грузовики»         | Peterbilt 379 • Volvo VH                                                       | Состязание седельных тягачей                                                                                         | Эдвард Бёрнс         | 14 февраля 2012      |
| 10 | 20      | «Масл-кары»                 | Dodge Challenger • Ford Mustang • Chevrolet Camaro                             | Ведущие выбирают лучший масл-кар Америки                                                                             | Патрик Уобертон      | 21 февраля 2012      |
| 11 | 21      | «Опасные автомобили»        | Chevrolet Corvair • Ford Pinto • Suzuki Samurai • Ariel Atom                   | Ведущие тестируют опасные автомобили • Адама учат безопасному вождению                                               | Джо Мантенья         | 28 февраля 2012      |
| 12 | 22      | «Континентальная переправа» | Ford Aerostar • Chrysler Town & Country • Chevrolet Astro                      | Ведущие пересекают Континентальный водораздел на минивэнах                                                           | -                    | 6 марта 2012         |
| 13 | 23      | «Суперкары-кабриолеты»      | Lamborghini Murcielago Roadster • Bentley Continental GTC • Porsche 997        | Ведущие покупают машины для знаменитости                                                                             | Джон Уэртас          | 13 марта 2012        |
| 14 | 24      | «Лимузины»                  | Chevrolet Corvette • Volkswagen Rabbit • Lincoln Continental                   | Ведущие строят лимузины и тестируют их на полигоне                                                                   | Стивен Мойер         | 20 марта 2012        |
| 15 | 25      | «Шоу Рутледжа»              | -                                                                              | Выпуск,посвященный Рутледжу Вуду                                                                                     | Лейк Белл            | 27 марта 2012        |
| 16 | 26      | «Худшие автомобили»         | Pontiac Aztek • Ford Mustang • Yugo GV • Noble M600                            | Ведущие выбирают худший автомобиль в истории                                                                         | Кэл Пенн             | 3 апреля 2012        |

### Третий сезон
| #  | № общий | Название                       | Тестируемые автомобили                                                        | Состязание | Первый запуск в эфир |
| -- | ------- | ------------------------------ | ----------------------------------------------------------------------------- | --- | -------------------- |
| 1  | 27      | «Полицейские автомобили»       | Ford Taurus • Dodge Charger • Chevrolet Caprice                               | Ford Crown Victoria уходит на пенсию и ведущие ищут новый полицейский автомобиль                                                                                                  | 14 августа 2012      |
| 2  | 28      | «Маленькие автомобили»         | Fiat 500 • Smart ForTwo • Scion iQ                                            | Ведущие тестируют маленькие автомобили в Луизиане,проигравший должен провести день в Peel Trident                                                                                 | 21 августа 2012      |
| 3  | 29      | «Культовые автомобили»         | Cadillac Allante • Subaru SVX • Merkur XR4Ti                                  | Коммерчески провальные автомобили в попытке стать культовыми | 28 августа 2012      |
| 4  | 30      | «На одном баке»                | Volkswagen Passat • Ford F350 • BMW 5                                         | Ведущие должны проехать от Портленда до Сан-Франциско на одном баке | 4 сентября 2012      |
| 5  | 31      | «Соревнование тракторов»       | Lamborghini Aventador                                                         | Ведущие соревнуются в выборе лучшего трактора, победивший протестирует Lamborghini Aventador                                                                                      | 18 сентября 2012     |
| 6  | 32      | «По бездорожью на дорожных»    | Toyota Yaris • Lincoln Town Car • Ford Mustang                                | Путешествие от Долины монументов до города Моаб на прокатных автомобилях | 25 сентября 2012     |
| 7  | 33      | «Студенческие автомобили»      | Volkswagen Transporter • Cadillac Brougham • Eagle Talon                      | Ведущие отправляются на каникулы в Мексику на своих студенческих машинах | 29 января 2013       |
| 8  | 34      | «Неубиваемые автомобили»       | Volvo 200 Series • Chevrolet Caprice • Toyota Corolla • Mercedes-Benz G-класс | Ведущие проверяют на прочность самые неубиваемые автомобили Америки | 5 февраля 2013       |
| 9  | 35      | «Дома на колёсах»              | Honda Civic • Porsche 928 • Buick Centurion                                   | Ведущие строят кемперы и тестируют их в Северной Каролине | 12 февраля 2013      |
| 10 | 36      | «150 MPH»                      | Infiniti Q45 • Saab 9-3 • Pontiac Trans-Am • Bugatti Veyron                   | Ведущие покупают поддержанные автомобили, которые способны разогнаться до 150 миль/час (240 км/ч), и проходят испытания в пустыне Мохаве. Выигравший протестирует Bugatti Veyron. | 19 февраля 2013      |
| 11 | 37      | «Такси»                        | Chevrolet El Camino • Ford F-350 • Scion xB • McLaren MP4-12C                 | Ведущие строят такси,которые не такие скучные как старые и тестируют их в Лас-Вегасе. Победивший протестирует McLaren MP4-12C                                                     | 26 февраля 2013      |
| 12 | 38      | «Шоу Адама»                    | Ford GT40 • Ferrari 550 Maranello                                             | Выпуск посвященный Адаму Феррара • Игра в американский футбол на авто • Адам проверяет свой концепт-кар                                                                           | 5 марта 2013         |
| 13 | 39      | «Водители апокалипсиса»        | Toyota Camry                                                                  | Ведущие строят апокалиптическую Toyota Camry и тестируют её | 12 марта 2013        |
| 14 | 40      | «Три стихии»                   | Range Rover Sport • Cadillac Escalade • Jeep Grand Cherokee                   | Ведущие отправляются в путешествие по Калифорнии для определения лучшего внедорожника                                                                                             | 19 марта 2013        |
| 15 | 41      | «Замерзшая Миннесота»          | Nissan 300ZX • Subaru Legacy • Chevrolet Blazer • Bentley Continental GT      | Ведущие отправляются в Миннесоту, чтобы узнать какого водить в зимних условиях | 26 марта 2013        |
| 16 | 42      | «На внедорожниках по Исландии» | Ford Bronco • International Scout II • Chevrolet K30                          | Ведущие пытаются покорить вулкан Эйяфьядлайёкюдль на старых американских внедорожниках                                                                                            | 2 апреля 2013        |

### Четвёртый сезон
| #  | № общий | Название                        | Тестируемые автомобили                                                               | Состязание | Первый запуск в эфир |
| -- | ------- | ------------------------------- | ------------------------------------------------------------------------------------ | --- | -------------------- |
| 1  | 43      | «Два побережья»                 | Lamborghini Gallardo • Dodge Viper • McLaren MP4-12C                                 | Парни отправляются в эпическое путешествие от восточного до западного побережья на суперкарах                              | 3 сентября 2013      |
| 2  | 44      | «Кабриолеты для Аляски»         | Jeep Cherokee • Toyota Tacoma • Chevrolet Express                                    | Ведущие строят кабриолеты для Аляски                                                                                       | 10 сентября 2013     |
| 3  | 45      | «Ралли для чайников»            | Mini Paceman • Aston Martin Vanquish • Subaru Impreza WRX STI                        | Рутледж и Адам вызывают на гонку Таннера                                                                                   | 17 сентября 2013     |
| 4  | 46      | «Сухопутные баржи»              | Lincoln Continental • Buick Electra • Chevrolet Caprice • Chevrolet Corvette         | Ведущие отправляются в Теннесси для тестирования самых больших автомобилей Америки                                         | 24 сентября 2013     |
| 5  | 47      | «Стерджис»                      | Ariel Atom                                                                           | Ведущие отправляются в Стерджис для участия в байк-слете                                                                   | 22 октября 2013      |
| 6  | 48      | «Амфибии»                       | Volkswagen Golf • Jeep Wrangler                                                      | Ведущие пытаются переплыть озеро Онтарио на амфибиях                                                                       | 29 октября 2013      |
| 7  | 49      | «Электрокары»                   | Ford Focus Electric • Nissan Leaf • Fiat 500e • Tesla Model S                        | Ведущие тестируют электрокары                                                                                              | 5 ноября 2013        |
| 8  | 50      | «Американские супер-кары»       | Saleen S7 • Rossion Q1 • Lucra LC470 • Mercedes SLS AMG                              | Ведущие доказывают, что американские супер-кары лучше европейских                                                          | 12 ноября 2013       |
| 10 | 52      | «Машины для "второй молодости"» | Chevrolet Corvette • Porsche Boxster • Ford Model A                                  | Ведущие тестируют автомобили для "второй молодости" во Флориде                                                             | 26 ноября 2013       |
| 11 | 53      | «Американские мускулы»          | Ford Mustang GT500 • Dodge Charger • Chevrolet Camaro                                | Ведущие тестируют старые американские масл-кары                                                                            | 3 июня 2014          |
| 12 | 54      | «Горные внедорожники»           | Toyota FJ Cruiser • Jeep Rubicon • Land Rover Discovery                              | Ведущие тестируют внедорожники в Большом Каньоне                                                                           | 10 июня 2014         |
| 13 | 55      | «Мощь 80-х»                     | Toyota MR2 • Chevrolet Camaro Iroc Z • Buick Grand National • Ferrari F12 Berlinetta | Ведущие выбирают лучший автомобиль из 80-х, победивший протестирует Ferrari F12 Berlinetta                                 | 17 июня 2014         |
| 14 | 56      | «Снежное шоу»                   | Nissan GT-R                                                                          | Ведущие строят снегоуборочную машину из школьного автобуса                                                                 | 24 июня 2014         |
| 15 | 57      | «Грузовики-лесовозы»            | Kenworth T800 • Kenworth W900 • Peterbilt 379                                        | Ведущие отправляются в штат Вашингтон, чтобы проверить свои навыки в управлении 40-тонными монстрами                       | 1 июля 2014          |
| 16 | 58      | «Крутые тачки для взрослых»     | Honda Odyssey • Porsche Cayenne • Mercedes-Benz W212                                 | Ведущие тестируют автомобили для взрослых в Колорадо                                                                       | 8 июля 2014          |
| 17 | 59      | «Самые прочные автомобили»      | Jeep DJ • Honda Civic • Mercedes-Benz W123 • Rolls-Royce Wraith                      | Ведущие определяют самый живучий автомобиль                                                                                | 30 сентября 2014     |
| 18 | 60      | «Путешествие по Германии»       | Volkswagen Golf • Porsche 911 • Lamborghini Huracán                                  | Ведущие отправляются в поездку по Германии на гоночный трек Нюрбургринг на автомобилях, произведенных концерном Volkswagen | 7 октября 2014       |
| 19 | 61      | «Гонки выходного дня»           | Mazda Miata • Subaru Impreza WRX • Volkswagen Baja Bug                               | Тестирование автомобилей для гонок выходного дня                                                                           | 14 октября 2014      |
| 20 | 62      | «Аппалачская тропа»             | Mitsubishi Montero • Jaguar XJR • Mercedes-Benz CL-класс                             | Покорение Аппалачской тропы за 24 часа                                                                                     | 21 октября 2014      |

### Пятый сезон
| #  | № общий | Название                    | Тестируемые автомобили                                                               | Состязание | Первый запуск в эфир |
| -- | ------- | --------------------------- | ------------------------------------------------------------------------------------ | --- | -------------------- |
| 11 | 53      | «Американские мускулы»      | Ford Mustang GT500 • Dodge Charger • Chevrolet Camaro                                | Ведущие тестируют старые американские масл-кары                                                                            | 3 июня 2014          |
| 12 | 54      | «Горные внедорожники»       | Toyota FJ Cruiser • Jeep Rubicon • Land Rover Discovery                              | Ведущие тестируют внедорожники в Большом Каньоне                                                                           | 10 июня 2014         |
| 13 | 55      | «Мощь 80-х»                 | Toyota MR2 • Chevrolet Camaro Iroc Z • Buick Grand National • Ferrari F12 Berlinetta | Ведущие выбирают лучший автомобиль из 80-х, победивший протестирует Ferrari F12 Berlinetta                                 | 17 июня 2014         |
| 14 | 56      | «Снежное шоу»               | Nissan GT-R                                                                          | Ведущие строят снегоуборочную машину из школьного автобуса                                                                 | 24 июня 2014         |
| 15 | 57      | «Грузовики-лесовозы»        | Kenworth T800 • Kenworth W900 • Peterbilt 379                                        | Ведущие отправляются в штат Вашингтон, чтобы проверить свои навыки в управлении 40-тонными монстрами                       | 1 июля 2014          |
| 16 | 58      | «Крутые тачки для взрослых» | Honda Odyssey • Porsche Cayenne • Mercedes-Benz W212                                 | Ведущие тестируют автомобили для взрослых в Колорадо                                                                       | 8 июля 2014          |
| 17 | 59      | «Самые прочные автомобили»  | Jeep DJ • Honda Civic • Mercedes-Benz W123 • Rolls-Royce Wraith                      | Ведущие определяют самый живучий автомобиль                                                                                | 30 сентября 2014     |
| 18 | 60      | «Путешествие по Германии»   | Volkswagen Golf • Porsche 911 • Lamborghini Huracán                                  | Ведущие отправляются в поездку по Германии на гоночный трек Нюрбургринг на автомобилях, произведенных концерном Volkswagen | 7 октября 2014       |
| 19 | 61      | «Гонки выходного дня»       | Mazda Miata • Subaru Impreza WRX • Volkswagen Baja Bug                               | Тестирование автомобилей для гонок выходного дня                                                                           | 14 октября 2014      |
| 20 | 62      | «Аппалачская тропа»         | Mitsubishi Montero • Jaguar XJR • Mercedes-Benz CL-класс                             | Покорение Аппалачской тропы за 24 часа                                                                                     | 21 октября 2014      |

### Шестой сезон
| #  | № общий | Название                  | Тестируемые автомобили                                                                                 | Состязание                                                                            | Первый запуск в эфир |
| -- | ------- | ------------------------- | --- | ------------------------------------------------------------------------------------- | -------------------- |
| 1  | 63      | «Тропа "Рубикон"»         | Toyota 4Runner • Geo Tracker • Ford Bronco                                                             | Парни отправляются в путешествие по тропе "Рубикон", чтобы заснять её для Google Maps | 26 апреля 2016       |
| 2  | 64      | «Америка vs Европа»       | Porsche 944 • Alfa Romeo Spider • Jaguar XJS • Porsche 911 GT3 • McLaren 650S • Ferrari F12 Berlinetta | Ведущие тестируют автомобили, сделанные на родине их предков                          | 26 апреля 2016       |
| 3  | 65      | «Бюджетная гонка 24 часа» | Volkswagen Golf • Nissan 720 • Ford Crown Victoria • Koenigsegg Onel                                   | Ведущие покупают машины за 500 долларов, чтобы принять в гонке.                       | 3 мая 2016           |
| 4  | 66      | «Машины в жизни»          | Dodge Ram • Nissan 720 • Cadillac Fleetwood Brougham • Datsun 240Z • Ford Crown Victoria               | Машины поколений.                                                                     | 10 мая 2016          |
| 5  | 67      | «Военная мощь»            | Jeep Wrangler • Willys Jeep • Ram Trucks • Subaru WRX STI                                              | Ведущие ищут машины для армии.                                                        | 17 мая 2016          |
| 6  | 68      | «Вторые руки»             | Ford Mustang GT • Chevrolet Camaro SS • Dodge Challenger • Hennessey Camaro Z • Ford Mustang           | Маслкары                                                                              | 24 мая 2016          |
| 7  | 69      | «Машины для почты»        | Lincoln Town Car Executive • Honda Element • Mitsubishi 3000GT • Shelby Mustang GT350                  | Ведущие строят машины для почты                                                       | 7 июня 2016          |
| 8  | 70      | «Без крыши зимой»         | Jaguar F Type • BMW 650i • Porsche 911                                                                 | Поездка на кабриолете к горам                                                         | 14 июня 2016         |
| 9  | 71      | «Городские спасатели»     | BMW i3 • Toyota 86 • Jeep Renegade • Alfa Romeo 4C Spider                                              | Какая машина лучше для города                                                         | 21 июня 2016         |
| 10 | 72      | «Куба»                    | TBA | Машины острова свободы                                                                | 28 июня 2016         |